# Maculinea nausithous
Maculinea nausithous är en fjärilsart som beskrevs av Johann Andreas Benignus Bergsträsser 1779. Maculinea nausithous ingår i släktet Maculinea och familjen juvelvingar. Inga underarter finns listade i Catalogue of Life.

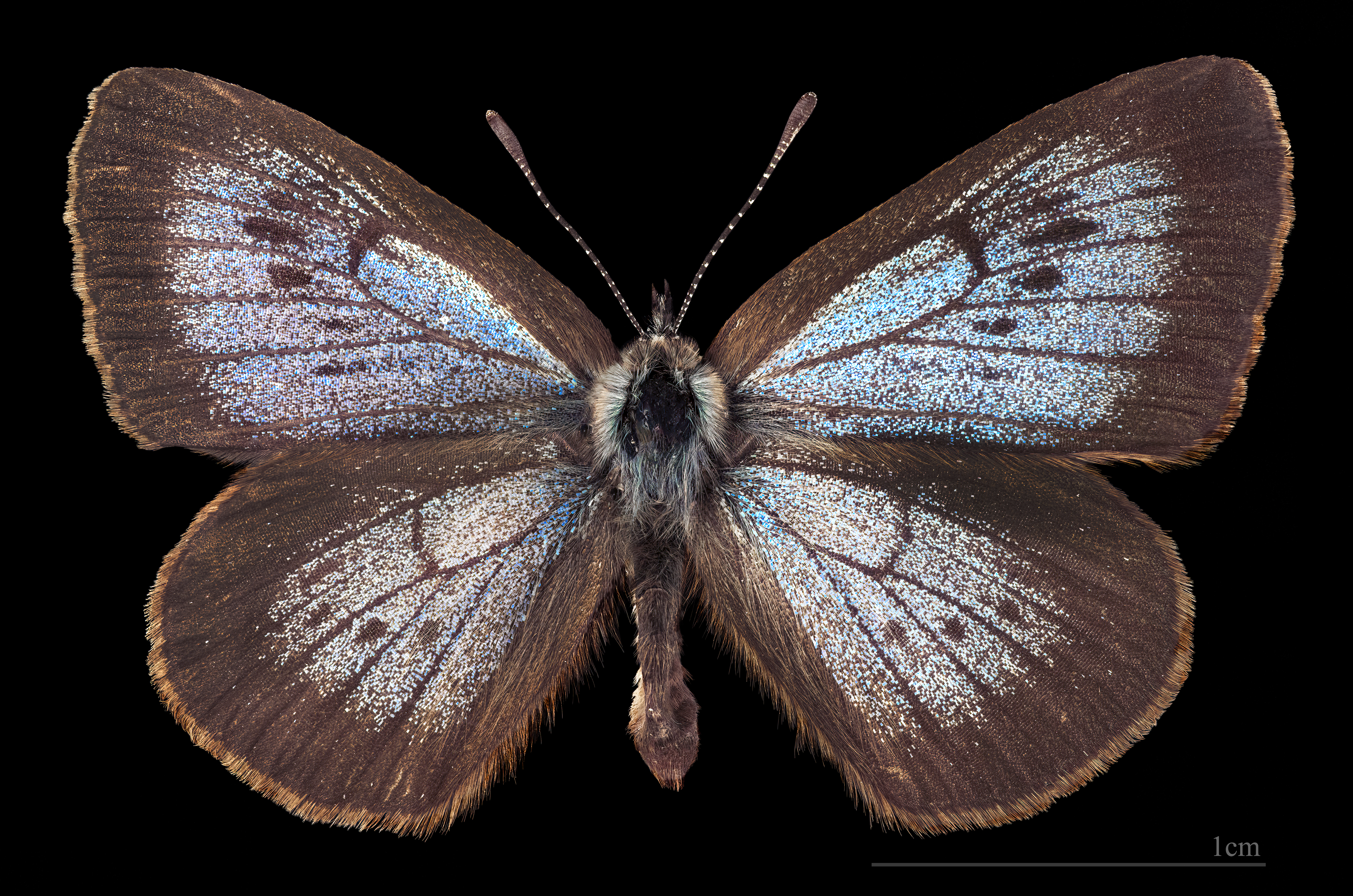
Phengaris nausithous ♂
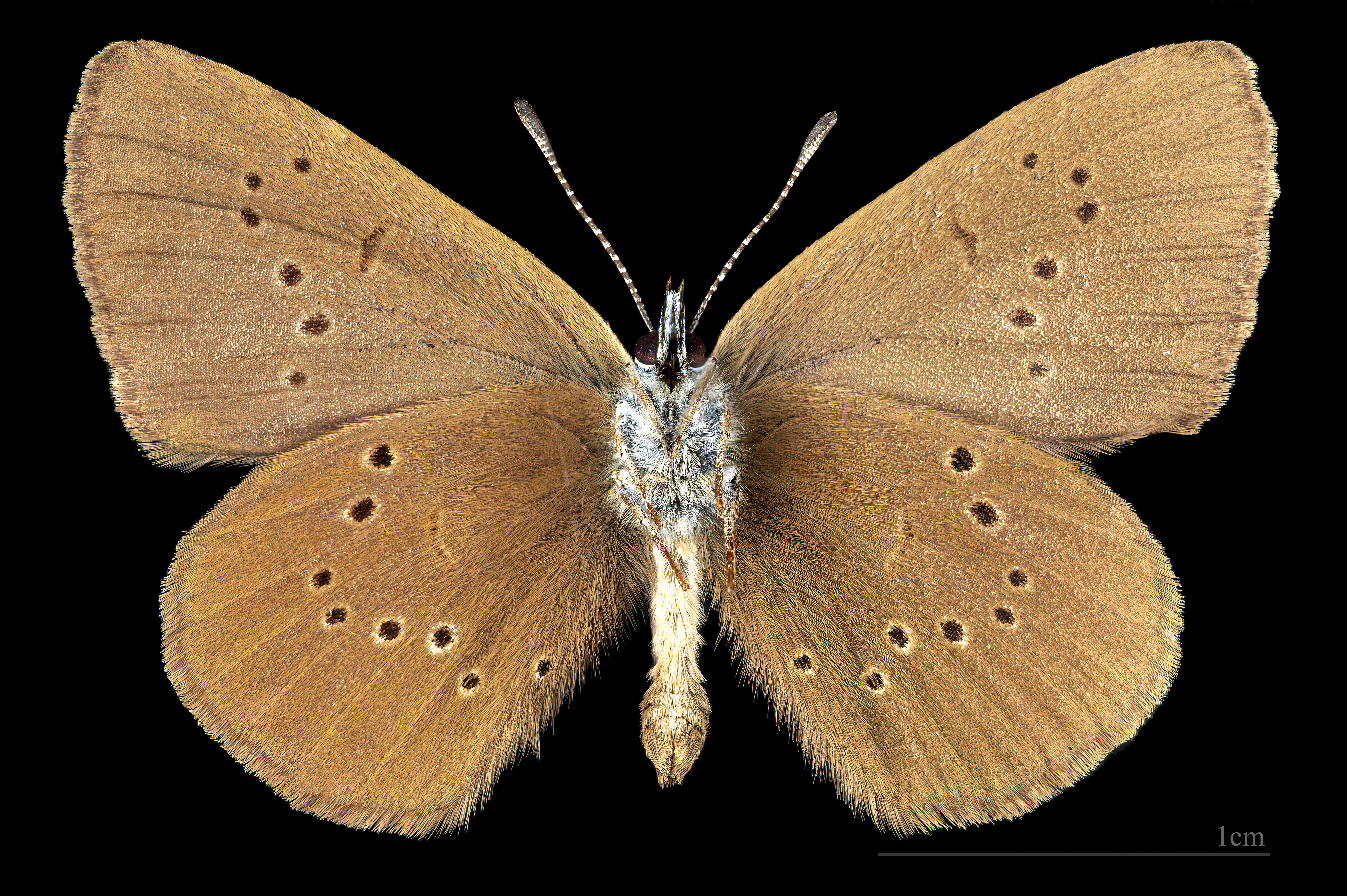
Phengaris nausithous ♂  △

## Bildgalleri

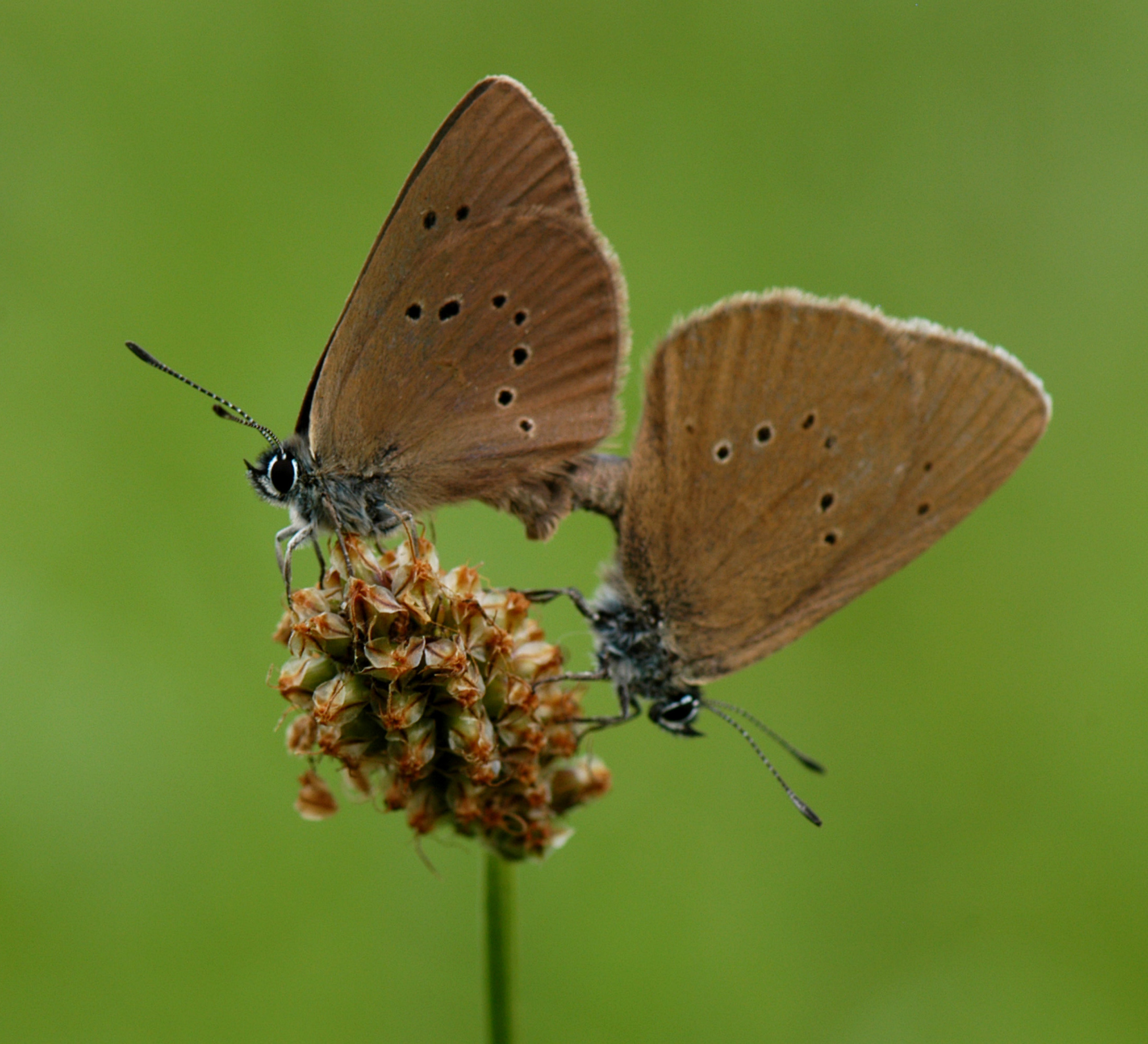
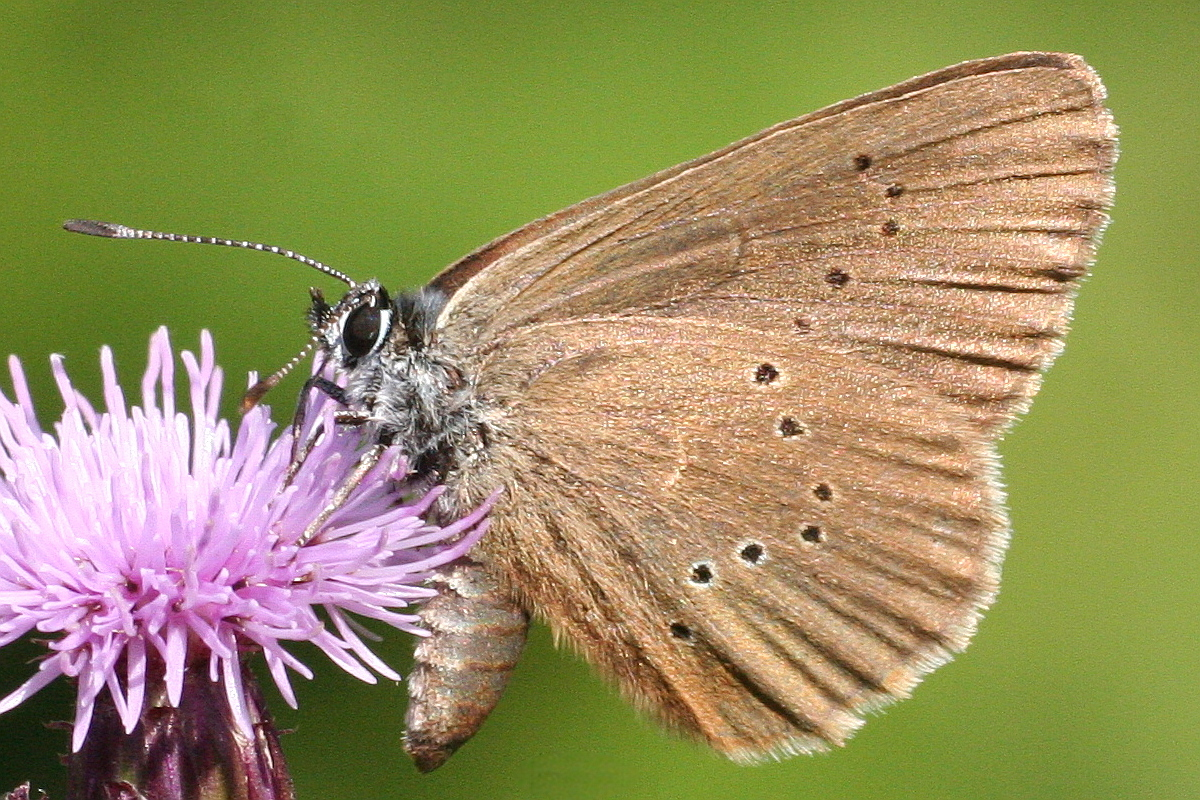
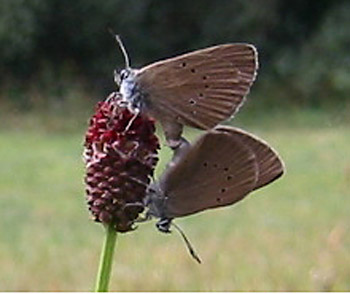
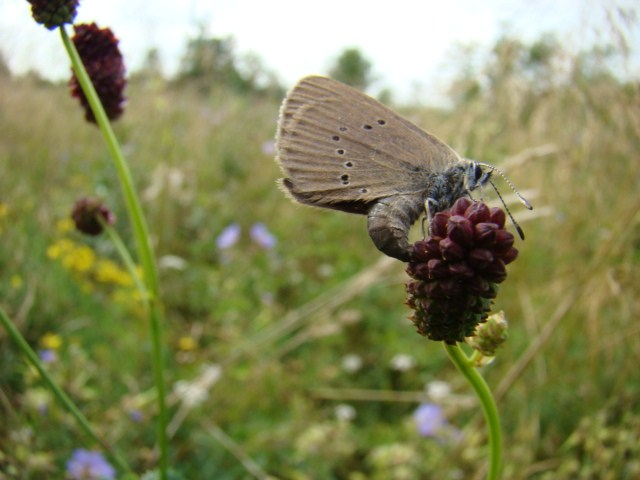
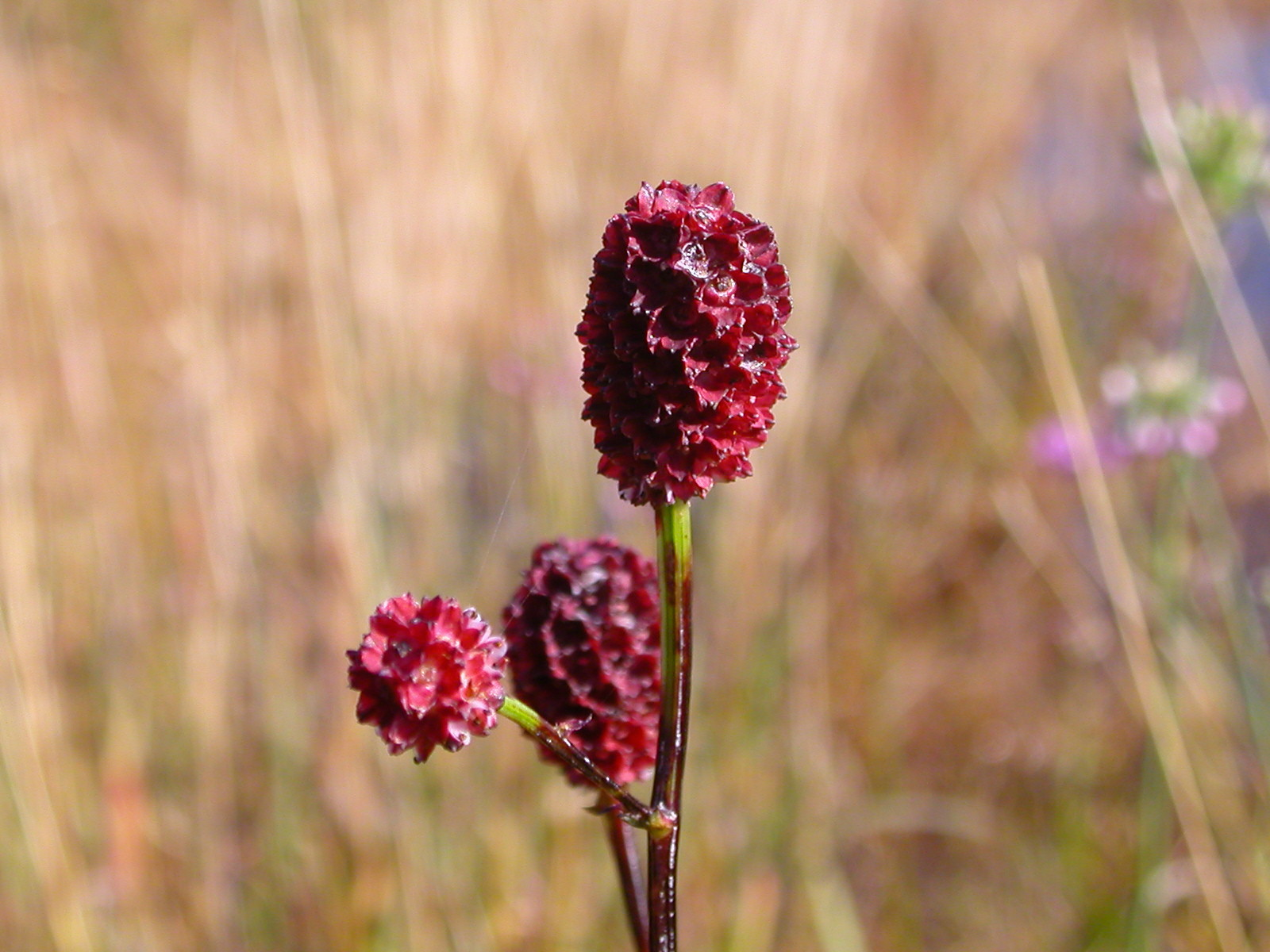
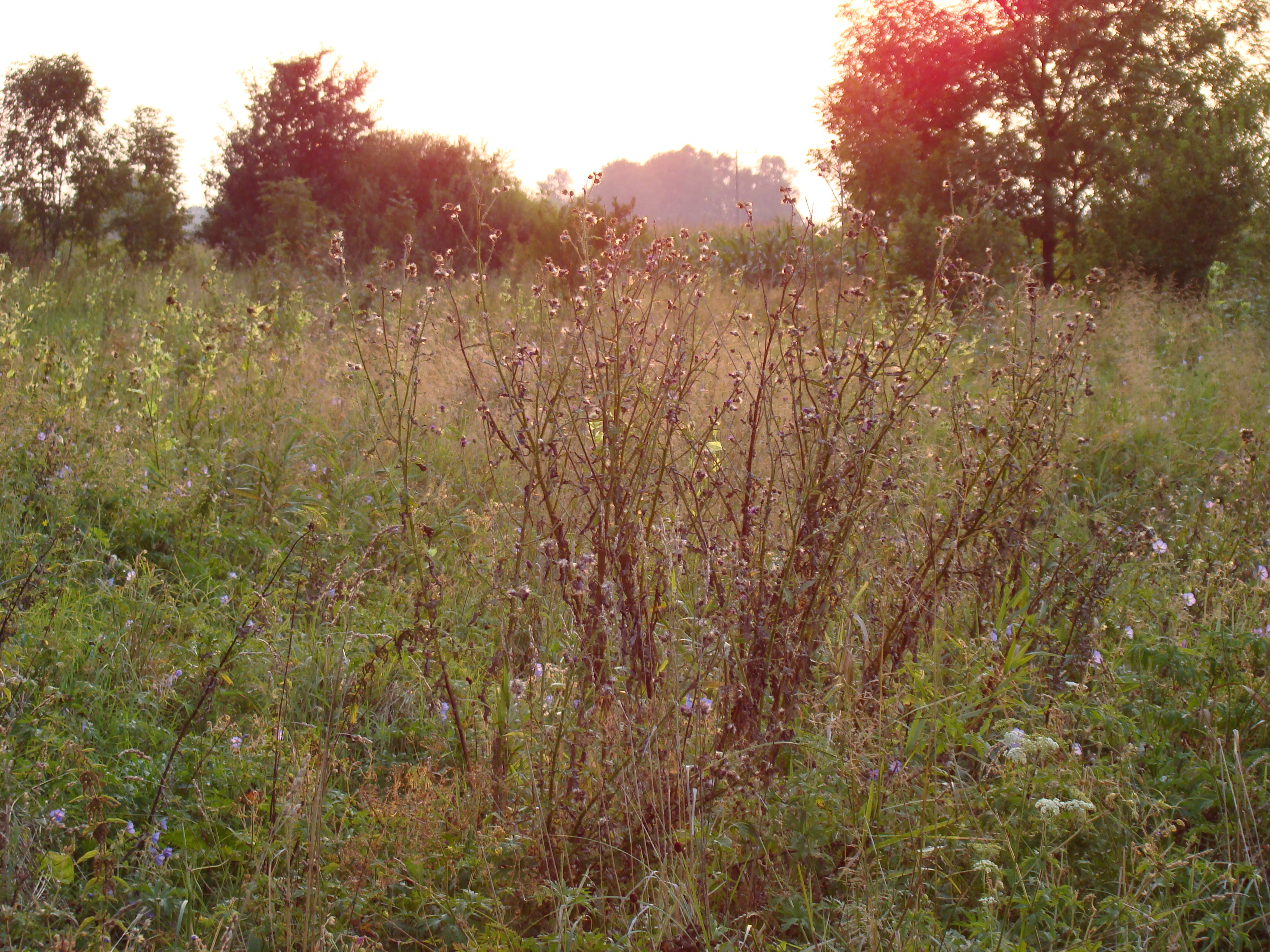